# 温福高速铁路
新建温州至福州高速铁路，营业名甬廣高速鐵路温福段，简称温福高铁，是规划中连接浙江省温州市、福建省宁德市和福州市之间的高速铁路。线路北起乐清站连接规划甬台温高速铁路，途径浙闽两省沿海三市多个县（市、区），南至福州南站直通福厦客运专线往厦门、漳州。
正线全长302.246公里，其中浙江段长约98.424公里，福建境内203.822公里，设计时速350公里/小时。另自温州东站引出经乐清站至杭温高铁的联络线33.204公里。工程投资估算总额772.34亿元，计划总工期60个月。

## 历史
2017年11月20日，福建省发改委印发《福建省中长期铁路网规划》，文件指出沿海通道中的温州至福州等段设计速度为250km/h，不足以支撑沿海通道内部快速联系，建议规划建设福州至温州高速铁路，连接其余各段贯通形成350km/h东南沿海高铁。
2020年12月29日，浙江和福建两省发展改革委在杭州联合召开了温福高铁项目推进座谈会，成立了温福高铁浙闽两省联合工作组。
2021年4月8日，浙江省发改委同项目浙江省内沿线地市和浙江省交通集团，共同成立了温福高铁筹建办。
2021年12月9日，国务院印发《“十四五”现代综合交通运输体系发展规划》，宁波经台州经温州至福州高速铁路被选入铁路网建设重点工程。
2022年6月24日，国铁物资有限公司对温州至福州高速铁路勘察设计项目进行公开招标，项目由中铁第四勘察设计院于2022年9月13日中标。
2023年5月23日，福建省发改委与浙江省发改委致函国家发改委基础司和国铁集团发改部请求加快温福高铁的前期工作并支持地方提出的方案，函中提出了闽浙两省的推荐走线与设站方案，还提及了在温州枢纽同步实施本线与杭温高速铁路的联络线、与甬台温铁路的联络线以及甬台温高速铁路先行段。
2024年11月12日，福州、宁德两市发改委分别发布关于新建铁路温州至福州高速铁路（福建段） 社会稳定风险的意见征集，并公布了项目的有关概况。
2025年5月8日，工程环境影响评价报告书征求意见稿公示。
2025年7月，可行性研究报告取得国家发改委批复。

## 车站
| 车站名称                                | 所在区域      | 所在区域   | 里程       | 站场规模                                            | 连接铁路                   | 城軌換乘路線                |
| 杭温联络线                              | 杭温联络线    | 杭温联络线 | 杭温联络线 | 杭温联络线                                          | 杭温联络线                 | 杭温联络线                  |
| --------------------------------------- | ------------- | ---------- | ---------- | --------------------------------------------------- | -------------------------- | --------------------------- |
| 长源村线路所                            | 浙江省 温州市 | 永嘉县     | 0.000      | 不適用                                              | 杭温高速铁路               | 不適用                      |
| 乐清站骑跨场                            | 浙江省 温州市 | 乐清市     | 13.566     | 2台4线                                              |                            |                             |
| 温州东站                                | 浙江省 温州市 | 龙湾区     | 33.204     | 2台4线 （另有甬广4台10线）                          |                            |                             |
| 温福高速铁路                            |               |            |            |                                                     |                            |                             |
| ↑甬广高速铁路甬台温段（甬台温高速铁路） |               |            |            |                                                     |                            |                             |
| 乐清站地面场                            | 浙江省 温州市 | 乐清市     | 0.770      | 杭深既有2台6线，远期3台10线 （另有杭温骑跨2台4线）  | 甬台温铁路                 |                             |
| 温州东站                                | 浙江省 温州市 | 龙湾区     | 23.153     | 4台10线 （另有杭温联2台4线）                        |                            | 机场站 █ S1线 █ S2线        |
| 瑞安东站                                | 浙江省 温州市 | 瑞安市     | 45.093     | 2台4线                                              |                            |                             |
| 平阳站                                  | 浙江省 温州市 | 平阳县     | 66.541     | 2台4线 （杭深既有2台6线）                           | 温福铁路                   |                             |
| 苍南站                                  | 浙江省 温州市 | 苍南县     | 83.954     | 2台6线 （杭深既有3台6线）                           | 温福铁路                   |                             |
| 福鼎西站                                | 福建省 宁德市 | 福鼎市     | 120.560    | 2台6线                                              |                            |                             |
| 柘荣站                                  | 福建省 宁德市 | 柘荣县     | 141.690    | 2台4线                                              |                            |                             |
| 福安南站                                | 福建省 宁德市 | 福安市     | 182.100    | 2台4线                                              |                            |                             |
| 宁德站                                  | 福建省 宁德市 | 蕉城区     | 223.769    | 3台7线 （杭深既有3台7线）                           | 温福铁路                   |                             |
| 罗源站                                  | 福建省 福州市 | 罗源县     | 248.258    | 2台4线 （杭深既有2台5线）                           | 温福铁路                   |                             |
| 连江站                                  | 福建省 福州市 | 连江县     | 277.293    | 2台4线 （杭深既有2台5线，接入福莆宁后扩建为3台8线） | 温福铁路 福莆宁城际铁路    |                             |
| 福州南站                                | 福建省 福州市 | 仓山区     | 309.260    | 8台16线 (另有杭深场12台14线)                        | 温福铁路–福厦铁路 福平铁路 | 福州地铁1号线 福州地铁5号线 |
| ↓甬广高速铁路福漳段（福厦客运专线）     |               |            |            |                                                     |                            |                             |